# Piæ sollicitudinis studio

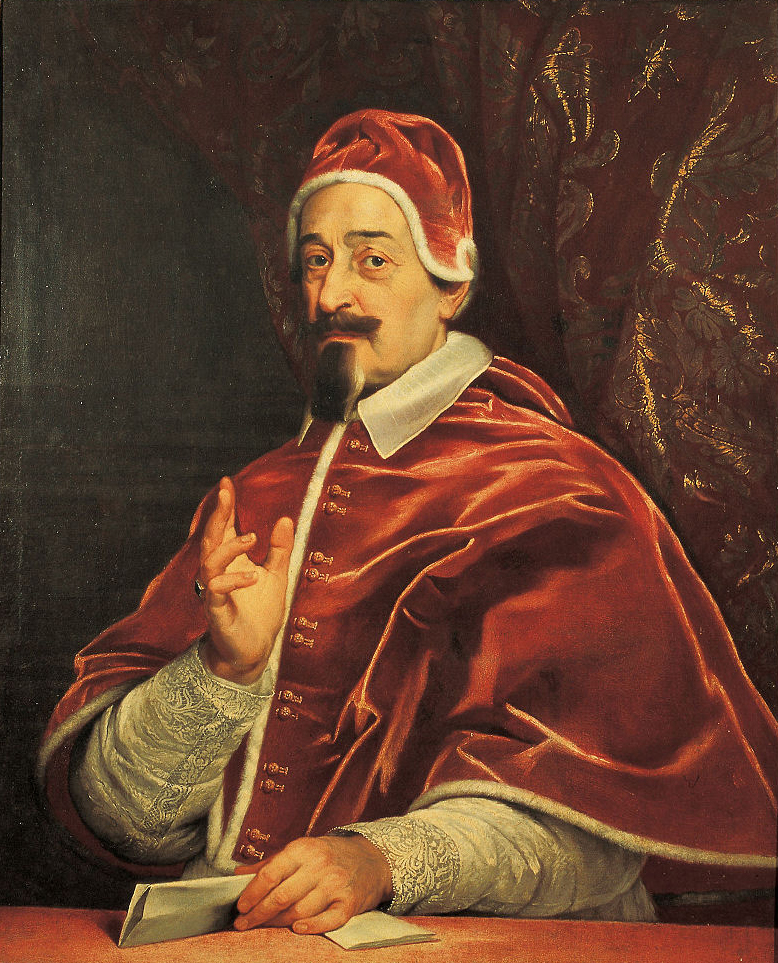
O autor da Constituição Apostólica Piæ sollicitudinis studio, Papa Alexandre VII (1599-1667), nascido Fabio Chigi, por Giovanni Battista Gaulli (1639-1709)

A Constituição Apostólica Piæ sollicitudinis studio, também conhecida como Constitutio apostolica de musica et cantorum lascivia in divinis officiis reprobata (Constituição Apostólica sobre a proibição da música e do canto lascivo nos Ofícios Divinos), foi um documento eclesiástico emitido pelo Papa Alexandre VII em Roma, em 23 de abril de 1657, com o objetivo de proibir cânticos e obras vocais cujos textos não fossem próprios das solenidades e festas prescritas no Breviário e no Missal Romanos.

## Documentos da Igreja Católica sobre música sacra
A Igreja Católica, desde a Idade Média, emitiu determinações sobre a música sacra, na forma de bulas, encíclicas (epístolas encíclicas ou cartas encíclicas), constituições, decretos, instruções, motu proprio, ordenações e outras. A maior parte dessas decisões foi local ou pontual, e apenas algumas tiveram caráter geral, dentre as quais estão, segundo Paulo Castagna, os doze conjuntos de determinações mais impactantes na prática musical, do século XIV ao século XX, excetuando-se destas as inúmeras instruções cerimoniais (ou rubricas) dos livros litúrgicos:
1. A Bula Docta Sanctorum Patrum de João XXII (1322)
2. O Decreto do que se deve observar, e evitar na celebração da Missa de 17 de setembro de 1562, da Seção XXII do Concílio de Trento
3. O Cæremoniale Episcoporum (Cerimonial dos Bispos), publicado por Clemente VIII em 1600, reformado por Bento XIV em 1752 e por Leão XIII 1886.
4. Os Decretos da Sagrada Congregação dos Ritos (1602-1909)
5. A Constituição Piæ sollicitudinis studio, de Alexandre VII (23 de abril de 1657)
6. A Carta Encíclica Annus qui hunc, do papa Bento XIV (19 de fevereiro de 1749)
7. A Ordinatio quoad sacram musicen, da Sagrada Congregação dos Ritos (25 de setembro de 1884)
8. O Decreto Quod sanctus Augustinus de Leão XIII (7 de julho de 1894), ratificado pela Sagrada Congregação dos Ritos como decreto n.3830
9. O Motu Proprio Inter pastoralis officii sollicitudines (Tra le sollecitudini) de Pio X (22 de novembro de 1903)
10. A Carta Encíclica Musicæ sacræ disciplina sobre a música sacra, do papa Pio XII (25 de dezembro de 1955)
11. A Instrução De musica sacra et sacra liturgia sobre música sacra e liturgia, do papa Leão XXIII, 3 de setembro de 1958
12. O Decreto Sacrosanctum Concilium sobre música sacra do Concílio Vaticano II (4 de dezembro de 1963)

## Conteúdo da Constituição ApostólicaPiæ sollicitudinis studio
Introdução. Determina que, nas orações e Ofícios Divinos nas igrejas, sejam mantidos o decoro e a reverência, especialmente entre os músicos e sua música (præsertim musicos concentus et symphonias).
Parágrafo 1. Declara que, sob pena de excomunhão "latæ sententiæ" e outras punições, não devem ser permitidos, pelos diretores do coro em igrejas, basílicas, mosteiros de ambos os sexos, casas, conventos e colégios, seculares e regulares, congregações, confrarias, arquiconfrarias, hospitais, arquihospitais e lugares pios, que sejam cantados textos que não estejam prescritos nas festas e solenidades próprias, no Breviário e no Missal Romano (quidquam cantari permittant præter ea verba, quæ a Breviario, vel Missali Romano in Officiis de proprio).
Parágrafo 2. Solicita aos responsáveis pela música sacra o cumprimento das determinações deste documento. 
Parágrafo 3. Indica os responsáveis pelo cumprimento das determinações deste documento. 
Parágrafo 4. Declara que as determinações emitidas deste documento devem ser cumpridas em igrejas, basílicas, mosteiros, conventos, colégios, casas, confrarias, arquiconfrarias, hospitais, sociedades e institutos. 
Parágrafo 5. Determina o envio e publicação desta Constituição nas principais igrejas de Roma. 

## Consequências da Constituição ApostólicaPiæ sollicitudinis studio
A Constituição Apostólica Piæ sollicitudinis studio tentou erradicar dos Ofícios Divinos, entre outros, os motetos e vilancicos cujos textos não tinham origem no Breviário e no Missal Romano. Ainda que essa determinação não tenha sido suficiente para coibir esse tipo de prática no século XVII, especialmente na Península Ibérica, a constituição de Alexandre VII somou-se a outras determinações, desde o Decreto do que se deve observar, e evitar na celebração da Missa (1562), da Seção XXII do Concílio de Trento, até a A  Encíclica Annus qui hunc do papa Bento XIV (1749), passando por vários Decretos da Sagrada Congregação dos Ritos, que fez esse tipo de prática entrar em declínio até o final do século XVIII.

## Estudos sobre a Constituição ApostólicaPiæ sollicitudinis studio
São raros os trabalhos publicados sobre a Constituição Apostólica Piæ sollicitudinis studio, com destaque para os clássicos Jus Musicæ Liturgicæ de Florentius Romita (1947) e Papal Legislation on Sacred Music, de Robert F. Hayburn (1979).